# Electronic Entertainment Expo 1996
De Electronic Entertainment Expo 1996, of kort E3 1996, was de tweede Electronic Entertainment Expo en vond plaats op 16, 17 en 18 mei in het Los Angeles Convention Center, met een aantal van 57.795 bezoekers. De E3 is een jaarlijkse handelsbeurs voor de computerspelindustrie gepresenteerd door de Entertainment Software Association (ESA). Het wordt gebruikt door computerspelontwikkelaars om hun toekomstige computerspellen en gerelateerde diensten bekend te maken. De presentaties werden verzorgd door Nintendo, Sega, Scavenger, Inc. en Sony. Hoogtepunten van de show zijn onder meer de aankondigingen van spellen van Nintendo, Sega en Sony voor de Nintendo 64, Sega Saturn en PlayStation. Ook kregen de Saturn en PlayStation een prijsverlaging van beide 100 dollar. E3 1996 was ook de eerste keer dat de game-engine Unreal Engine tentoongesteld werd.

## Evenement
Er is veel gebeurd tussen de eerste en tweede Electronic Entertainment Expo. De lancering van Saturnus een verklaard als een ramp. Sega verkocht maar  honderdduizend Saturn-consoles bij de lancering. Nintendo was er nog slechter aan toe met zijn noodlottige Virtual Boy, aangekondigd als ''tussenconsole'' op E3 1995. Sony daarentegen had een veelbelovende lancering in de VS en Japan met hun PlayStation. De computerspelindustrie maakte een trage tijd door in 1996. De verkoop van computerspellen was al twee jaar lang traag en er was enige nervositeit over de mogelijkheid dat games een "nieuw tijdperk" tegemoet gingen zoals die in het begin van de jaren 80.

### Nintendo
Nintendo had onlangs zijn Nintendo 64 onthuld in Japan. De grote vragen op de E3 1996 waren: "Hoe goed zou de nieuwe hardware van Nintendo kunnen zijn?", "Hoeveel zou het kosten?" en "Hoeveel game-ondersteuning zou het ontvangen?" Tot die E3 waren de enige games die Nintendo liet zien halfvoltooide versies van Super Mario 64 en Kirby Air Ride. Kirby Air Ride werd uiteindelijk geannuleerd, maar kwam wel uit als game in 2003 voor de GameCube. Op deze E3 demonstreerden Ken Lobb en Isaac (achternaam onbekend) de 3D analog stick op de Nintendo 64. Isaac liet Mario rondjes rennen terwijl het publiek toe juichte. Nintendo kondigde een prijs van 249,95 dollar aan voor de Nintendo 64. De hardware zou worden geleverd met de Super Mario 64-cartridge. Nintendo had een paar games om te laten zien zoals Pilot Wings 64. In Pilot Wings 64 bestuurden spelers een piloot terwijl ze in allerlei voertuigen vlogen, van deltavliegers tot jetpacks. Andere Nintendo 64-spellen waren DOOM, Goldeneye (een gelijknamig spel gebaseerd de recente James Bond-film), Blast Corps en Shadow of the Empire. Nintendo's koos E3 1996 om de Game Boy Pocket te onthullen; een nieuwe Game Boy die 20% kleiner was en met een scherm dat een hoger contrast had. Ook huurde Nintendo Cirque Soleil in om op te treden op het pre-E3-feest.

### Sega
Vernederd door Sony, door de catastrofale aankondiging van Sega van het jaar ervoor en de aankondiging van Sony's PlayStation, hadden de hardwarefabrikanten er 'allemaal' mee ingestemd om in 1996 geen soortgelijke aankondigingen te doen. Het jaar daarvoor had Steve Race Sony Computer Entertainment verlaten. Jim Whims, executive vice president en topman bij SCEA, beweerde dat hij nooit ergens mee instemde. "That was a meeting for presidents", zei Whims. ''I sure as hell was never invited.''
Ondanks de grote aankondiging van Sony probeerden Sega en Nintendo de koers vast te houden, maar dat werkte niet. Tegen het einde van de eerste dag kondigde Nintendo plannen aan om de prijs te matchen met de Nintendo 64. Op dag 2 deed Sega hetzelfde met de Saturn.
Op dag 2 stond SEGA PR-vertegenwoordiger Angela Edwards buiten het congrescentrum met een stapel "Now $199"-borden toen er een paar Sony-mensen langskwamen. Een van hen liep naar haar toe en schamperde: ''You're pathetic.''
Sega kondigde een aantal spellen aan op deze E3 waaronder, Nights into Dreams, Sonic X-treme en Panzer Dragoon II Zwei.

### Sony
De aandacht was gevestigd op Mario 64 en Nights into Dreams van Nintendo en Sega, maar Sony 'won' uiteindelijk de E3 in 1996. Sega Saturn had een matige presentatie, maar de Nintendo 64 had wel een sterke presentatie. Toch had Sony een beter presterende presentatie, dankzij een indrukwekkende softwarebibliotheek met 'grote' spellen zoals Crash Bandicoot, Jumping Flash 2, Ridge Racer, Tekken 2, Tomb Raider en Wipeout XL.
Tomb Raider, een nieuwe 3D-platformgame, werd oorspronkelijk op de markt gebracht in een exclusief Saturn-lanceringsvenster, maar werd dit jaar tentoongesteld op de presentatie van Sony, en dit hielp de superieure Playstation-versie van de game de nieuwe PlayStation-console populair te maken.
Sony had ook een nieuwe mascotte, de eerbiedwaardige Crash Bandicoot. Crash vertegenwoordigde Sony's eerste succesvolle first-party platformgame en creëerde een kindvriendelijk gezicht voor de PlayStation.
Ook was er voor de PlayStation een prijsdaling. Met de dreiging van de Nintendo 64 op de loer, verlaagde Sony de prijs van de PlayStation met honderd dollar, waardoor concurrenten gedwongen werden dit 'voorbeeld' te volgen.

### Microsoft
Microsoft maakte grote indruk op E3 1996. Hoewel alle ogen op Nintendo, Sega en Sony gericht waren toen de show begon, had Microsoft genoeg verrassingen in zijn spelinspanningen. De pc-gigant Redmond wilde dat de wereld Windows zou adopteren als een nieuw gamingplatform. Om te bewijzen dat Windows beter was dan DOS, startte Microsoft een eigen game-initiatief.
Microsoft toonde Close Combat, een zeer gedetailleerde Tweede Wereldoorlog-simulatie met realtime gevechten waarin spelers de geallieerde of Duitse troepen bestuurden kort na de invasie van Normandië. Microsoft had ook een basketbalspel genaamd NBA Full Court Press en een racespel genaamd Monster Truck Madness.

## Noemenswaardige spellen op E3 1996
Dit is een lijst met (nieuwe) titels, gesorteerd op uitgever, die zijn tentoongesteld op E3 1996:
| Accolade - Bubsy 3D (PS1) Acclaim - Alien Trilogy (PS1, Saturn) - Batman Forever (DOS, Game Boy, Genesis, SNES) - Battle Monsters (Saturn) - The Crow: City of Angels (PS1, PC, Saturn) - DragonHeart: Fire and Steel (Game Boy, PS1, PC, Saturn) - Iron & Blood: Warriors of Ravenloft (DOS, PS1) - NBA Jam Extreme (PS1, PC, Saturn) - NFL Quarterback Club 97 (PS1, PC, Saturn) - Space Jam (DOS, PS1, Saturn) - WWF In Your House (DOS, PS1, Saturn) - WWF Wrestlemania: The Arcade Game (PS1, Saturn, SNES) Bit Town - Bogey: Dead 6 (PS1) Capcom - Buster Bros. Collection (PS1) - Fox Hunt (PS1, PC) - Marvel Super Heroes (PS1, Saturn) - Marvel Super Heroes in War of the Gems (SNES) - Resident Evil (PS1, PC, Saturn) - Star Gladiator (PS1) - Street Fighter Alpha 2 (Arcade, PS1, PC, Saturn, SNES) Codemasters - Micro Machines V3 (N64, PS1, PC) Crystal Dynamics - 3D Baseball (PS1, Saturn) - Ghost Rider (PS1) - Legacy of Kain (PS1, PC) Eidos Interactive - Tomb Raider (DOS, PS1, Saturn) Electronic Arts - Command & Conquer (DOS) - FIFA Soccer 64 (N64) GT Interactive - Duke Nukem 3D (DOS, Genesis, N64, PS1, PC, Saturn) Id Software - Final Doom (DOS) Interplay - Heart of Darkness (PS1, PC) Konami - Contra: Legacy of War (PS1, Saturn) - Crypt Killer (PS1) - International Superstar Soccer Deluxe (Genesis, PS1, SNES) - International Track & Field (Arcade, PS1) - Lethal Enforcers (Genesis, PS1, SNES) - NBA Hangtime (N64, PS1, PC, Genesis, SNES) - Policenauts (PS1, Saturn) - Project Overkill (PS1) | MicroProse - Magic: The Gathering (PC) Microsoft - Close Combat (PC) - Deadly Tide (PC) - Monster Truck Madness (PC) - NBA Full Court Press (PC) Midway - Area 51 (Arcade, PS1, PC, Saturn) - Body Harvest (N64) - Doom 64 (N64) - NBA Hangtime (Arcade, Genesis, N64, PS1, PC, SNES) - NHL Open Ice 2 on 2 Challenge (PS1, PC) - Robotron X (PS1, PC) - Ultimate Mortal Kombat 3 (Genesis, Saturn, SNES) - War Gods (N64, PS1, PC) - Wayne Gretzky's 3D Hockey (Arcade, N64) Namco - Soul Edge (Arcade, PS1) - Tekken 2 (PS1) Nintendo - Blast Corps (N64) - Donkey Kong Country 3: Dixie Kong's Double Trouble! (SNES) - Donkey Kong Land 2 (Game Boy) - GoldenEye 007 (N64) - Ken Griffey Jr.'s Winning Run (SNES) - Killer Instinct (Game Boy, SNES) - Killer Instinct Gold (N64) - Kirby Air Ride (N64) - Kirby's Block Ball (Game Boy) - Kirby Super Star (SNES) - Major League Baseball Featuring Ken Griffey Jr (N64) - Mario Kart 64 (N64) - PilotWings 64 (N64) - Star Fox 64 (N64) - Star Wars: Shadows of the Empire (N64) - Super Mario 64 (N64) - Super Mario RPG: Legend of the Seven Stars (SNES) - Tetris Attack (Game Boy, SNES) Psygnosis - Wipeout XL (PS1, PC, Saturn) Scavenger - Amok (PC, Saturn) - Aqua (Saturn) - Into the Shadows (PS1, PC, Saturn) - Tarantula (PS1, PC, Saturn) - Terminus (PS1, PC, Saturn) | Sega - Arcade Classics (Genesis) - Baku Baku Animal (Saturn, Master System) - Bug Too (Saturn) - Cyber Troopers Virtual-On (Arcade) - Daytona USA (Arcade) - Fighting Vipers (Arcade, Saturn) - Manx TT Super Bike (Arcade, Saturn, PC) - Mr. Bones (Saturn) - Nights into Dreams (Saturn) - Panzer Dragoon II Zwei (Saturn) - Sonic 3D (Mega Drive, Saturn) - Sonic Blast (Game Gear, Genesis) - Sonic the Fighters (Arcade, Saturn) - Sonic X-treme (Saturn) - The Sacred Pools (PC, Saturn) - Vectorman 2 (Mega Drive, PC) - Virtua Cop 2 (Saturn) - Virtua Fighter 3 (Arcade, Saturn) - Virtua Fighter Animation (Game Gear, Genesis) - Virtua Fighter Kids (Arcade, Saturn) - Virtua Fighter PC (PC) - Worldwide Soccer 2 (Saturn) - X-Perts (Genesis) - X-Women (Genesis) Sony - 2Xtreme (PS1) - Arc the Lad (PS1) - Crash Bandicoot (PS1) - Jet Moto (PS1, PC) - Jumping Flash! 2 (PS1) - MLB Pennant Race (PS1) - NBA ShootOut (PS1) - NFL GameDay 97 (PS1) - Tobal No. 1 (PS1) - Twisted Metal 2 (PS1, PC) Ubisoft - Rayman 2 (N64, PC) - Street Racer (Game Boy, PS1, PC, Saturn) Williams Electronics - Cruis'n USA (N64) - Mortal Kombat Trilogy (N64, PS1) |

1995 · 1996 · 1997 · 1998 · 1999 · 2000 · 2001 · 2002 · 2003 · 2004 · 2005 · 2006 · 2007 · 2008 · 2009 · 2010 · 2011 · 2012 · 2013 · 2014 · 2015 · 2016 · 2017 · 2018 · 2019 · 2020 · 2021